# Serie Mundial de 1908
La Serie Mundial de 1908 de béisbol fue disputada entre Chicago Cubs y Detroit Tigers, los mismos protagonistas del clásico de otoño del pasado año. Ambos amarraron el primer lugar de sus respectivas ligas hasta el último día de la temporada regular. En el primer juego los Tigers tenían ventaja en el octavo inning, pero los Cubs lograron remontar en el noveno para dejar el marcador 10-6. El segundo encuentro se mantuvo con el marcador en blanco hasta el octavo episodio cuando Joe Tinker logró un home run de dos carreras de un total seis anotaciones para los Cubs esa misma entrada, y los Tigers solo lograrían responder con una carrera en el noveno episodio.
Los de Detroit ganarían el tercer juego (8-3) con destacada participación del lanzador George Mullin y Ty Cobb bateando de 4-5. Sin embargo, el cuarto encuentro no anotarían ninguna carrera y serían derrotados 0-3 con victoria de Mordecai Brown. El quinto juego nuevamente los Cubs se alzarían con el triunfo —logrando su segunda Serie Mundial consecutiva— encabezados por el lanzador Orvall Overall que limitó a los Tigers a tres hits. Este encuentro fue presenciado por 6.210 personas, el menor número para un juego de Serie Mundial en la historia.

## Desarrollo

### Juego 1
- Día: 10 de octubre
- Estadio: Bennett Park
- Lugar: Detroit
- Asistencia: 10.812
- Umpires: HP: Jack Sheridan, 1B: Hank O'Day

| Equipo                                      | 1 | 2 | 3 | 4 | 5 | 6 | 7 | 8 | 9 | C  | H  | E |
| ------------------------------------------- | - | - | - | - | - | - | - | - | - | -- | -- | - |
| Chicago                                     | 0 | 0 | 4 | 0 | 0 | 0 | 1 | 0 | 5 | 10 | 14 | 2 |
| Detroit                                     | 1 | 0 | 0 | 0 | 0 | 0 | 3 | 2 | 0 | 6  | 10 | 3 |
| G: Mordecai Brown (1-0) P: Ed Summers (0-1) |   |   |   |   |   |   |   |   |   |    |    |   |

- Box score y detalle de jugadas

### Juego 2
- Día: 11 de octubre
- Estadio: West Side Grounds
- Lugar: Chicago
- Asistencia: 17.760
- Umpires:  HP: Bill Klem, 1B: Tommy Connolly

| Equipo                                       | 1 | 2 | 3 | 4 | 5 | 6 | 7 | 8 | 9 | C | H | E |
| -------------------------------------------- | - | - | - | - | - | - | - | - | - | - | - | - |
| Detroit                                      | 0 | 0 | 0 | 0 | 0 | 0 | 0 | 0 | 1 | 1 | 4 | 1 |
| Chicago                                      | 0 | 0 | 0 | 0 | 0 | 0 | 0 | 6 | x | 6 | 7 | 0 |
| G: Orval Overall (1-0) P: Bill Donovan (0-1) |   |   |   |   |   |   |   |   |   |   |   |   |

- Box score y detalle de jugadas

### Juego 3
- Día: 10 de octubre
- Estadio: West Side Grounds
- Lugar: Chicago
- Asistencia: 14.543
- Umpires:  HP: Hank O'Day, 1B: Jack Sheridan

| Equipo                                        | 1 | 2 | 3 | 4 | 5 | 6 | 7 | 8 | 9 | C | H  | E |
| --------------------------------------------- | - | - | - | - | - | - | - | - | - | - | -- | - |
| Detroit                                       | 1 | 0 | 0 | 0 | 0 | 5 | 0 | 2 | 0 | 8 | 12 | 4 |
| Chicago                                       | 0 | 0 | 0 | 3 | 0 | 0 | 0 | 0 | 0 | 3 | 7  | 0 |
| G: George Mullin (1-0) P: Jack Pfiester (0-1) |   |   |   |   |   |   |   |   |   |   |    |   |

- Box score y detalle de jugadas

### Juego 4
- Día: 13 de octubre
- Estadio: Bennett Park
- Lugar: Detroit
- Asistencia: 12.907
- Umpires: HP: Tommy Connolly, 1B: Bill Klem

| Equipo                                      | 1 | 2 | 3 | 4 | 5 | 6 | 7 | 8 | 9 | C | H  | E |
| ------------------------------------------- | - | - | - | - | - | - | - | - | - | - | -- | - |
| Chicago                                     | 0 | 0 | 2 | 0 | 0 | 1 | 0 | 0 | 1 | 3 | 10 | 0 |
| Detroit                                     | 0 | 0 | 0 | 0 | 0 | 0 | 0 | 0 | 0 | 0 | 4  | 1 |
| G: Mordecai Brown (2-0) P: Ed Summers (0-2) |   |   |   |   |   |   |   |   |   |   |    |   |

- Box score y detalle de jugadas

### Juego 5
- Día: 14 de octubre
- Estadio: Bennett Park
- Lugar: Detroit
- Asistencia: 6.210
- Umpires:  HP: Jack Sheridan, 1B: Hank O'Day

| Equipo                                       | 1 | 2 | 3 | 4 | 5 | 6 | 7 | 8 | 9 | C | H  | E |
| -------------------------------------------- | - | - | - | - | - | - | - | - | - | - | -- | - |
| Chicago                                      | 1 | 0 | 0 | 0 | 1 | 0 | 0 | 0 | 0 | 2 | 10 | 0 |
| Detroit                                      | 0 | 0 | 0 | 0 | 0 | 0 | 0 | 0 | 0 | 0 | 3  | 0 |
| G: Orval Overall (2-0) P: Bill Donovan (0-2) |   |   |   |   |   |   |   |   |   |   |    |   |

- Box score y detalle de jugadas

|                                                      |
| Campeón de las Grandes Ligas Chicago Cubs 2.º título |